# Estisch honkbalteam

De Estische vlag.

Het Estisch honkbalteam is het nationale honkbalteam van Estland. Het team vertegenwoordigt Estland tijdens internationale wedstrijden. Het Estisch honkbalteam sloot zich in 1992 aan bij de Europese Honkbalfederatie (CEB), de continentale bond voor Europa van de IBAF.
Estland is een van de minst actieve leden van de Europese Honkbalfederatie. Het heeft de afgelopen vier jaar niet gepresteerd of deelgenomen op EK's, WK's, Intercontinental Cup's, World Baseball Classic's of andere honkbaltoernooien.